# 莱切古罗马剧场
40°21′05″N 18°10′14″E / 40.3513908°N 18.1705391°E

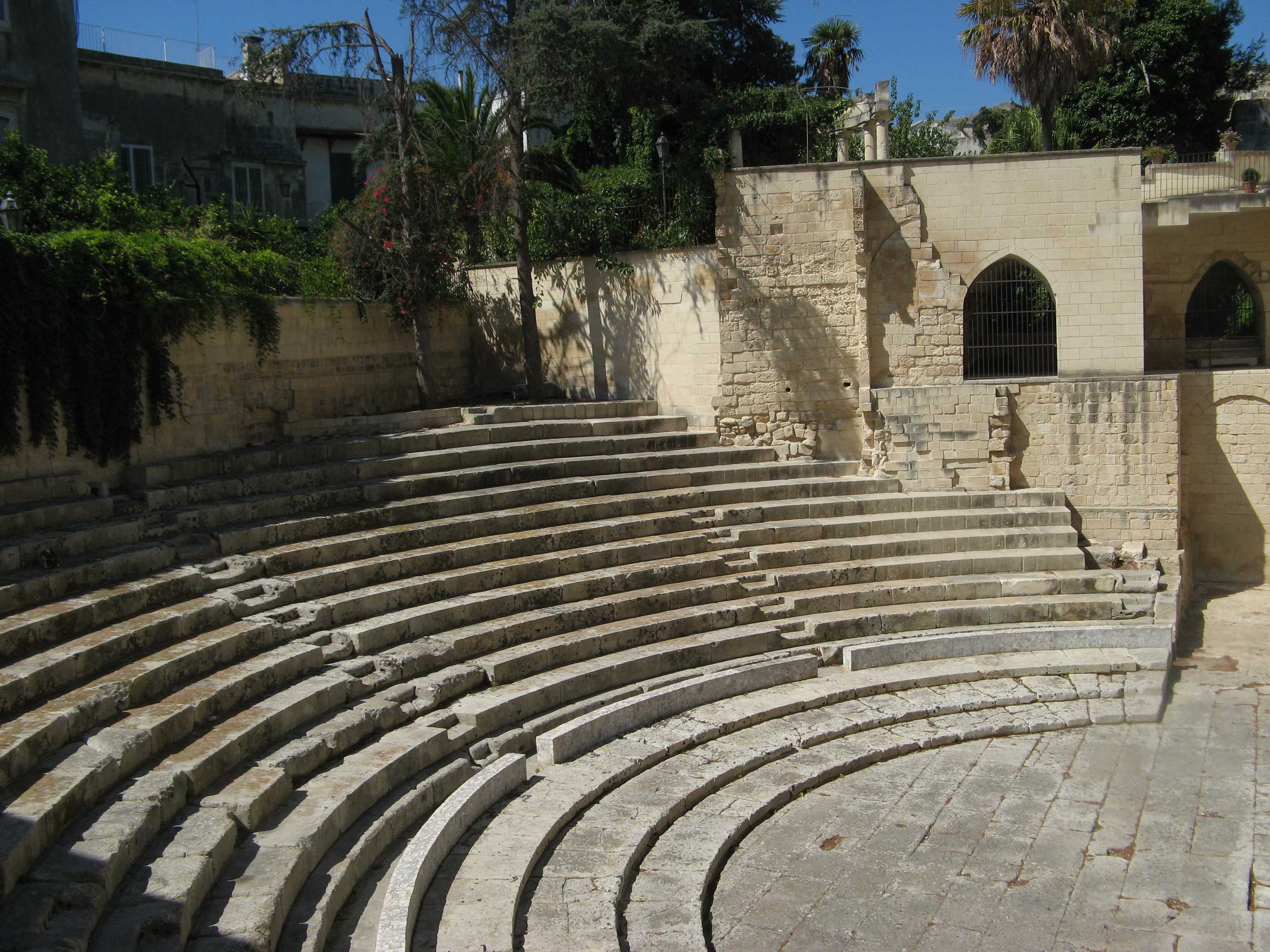

莱切古罗马剧场（Teatro romano di Lecce）是一座古罗马时期建筑，位于意大利普拉亚大区城市莱切古城区。
该剧场于1929年被偶然发现。据推测，该剧场能容纳超过5000名观众。